# Stefan Toonen
Stefan Toonen (Grave, 17 september 1983) is een Nederlands voormalig voetballer die als voetbal doelman speelde. Nadien werd hij keeperstrainer.

## Spelersloopbaan
Toonen debuteerde bij TOP Oss op 14 november 2003 in de thuiswedstrijd tegen Sparta Rotterdam. In twee seizoenen kwam hij tot elf wedstrijden. Hierna ging hij bij de amateurs van DOVO en later RKHVV spelen. In het seizoen 2008/09 werd hij door Feyenoord als amateur aan de selectie toegevoegd. Hij zou vierde doelman worden en voornamelijk actief zijn bij Jong Feyenoord. Hij speelde in één oefenduel in het eerste van Feyenoord. Eind augustus 2008 ging hij echter naar PSV waar hij wel een contract kreeg. Ook bij PSV dient hij als vierde doelman en is hij actief bij Jong PSV. In april 2010 werd bekend dat Toonen naar IJsselmeervogels vertrekt. Daar werd hij, als reserve doelman achter Martijn van Strien, met zijn club kampioen in de Zaterdag Topklasse en algeheel amateurkampioen. In 2011 stapte hij over naar het Wijchense SV AWC. Toen hij daar tweede doelman werd stapte hij nog dezelfde zomer over naar NOAD '32. Via Achilles Veen kwam hij bij de amateurs van PSV.
Toonen speelde ook voor het Nederlands amateurteam. 

## Trainersloopbaan
Naast het voetbal is Toonen werkzaam in de buitenschoolse kinderopvang. Hij was ook actief als jeugdtrainer, eerst in het amateurvoetbal en sinds 2013 in de jeugdopleiding van PSV. Hij was acht jaar in de opleiding van PSV werkzaam als keeperstrainer van verschillende jeugdelftallen. Daarnaast was hij ook twee jaar keeperstrainer van het Nederlands elftal onder 15. Per 1 juli 2021 trad hij toe tot de technische staf als keeperstrainer van Bengaluru FC in India. In het seizoen 2022-23 werd hij keepertrainer van Cercle Brugge. 